# Shelbyville (Kentucky)
Shelbyville è una città degli Stati Uniti d'America, situata nello Stato del Kentucky, nella contea di Shelby, della quale è il capoluogo.